# Stora Slädaskär
Stora Slädaskär är en ö i Finland. Den ligger i Skärgårdshavet och i kommunen Pargas i den ekonomiska regionen  Åboland i landskapet Egentliga Finland, i den sydvästra delen av landet. Ön ligger omkring 62 kilometer väster om Åbo och omkring 210 kilometer väster om Helsingfors.
Öns area är 20,6 hektar och dess största längd är 0,9 kilometer i nord-sydlig riktning. Ön höjer sig omkring 10 meter över havsytan.